# شارة الشجاعة الحمراء
شارة الشجاعة الحمراء  أولى بعض النقاد هذه الرواية دراسات مكثفة.تصف الرواية قساوة وغلاظة الحرب الأهلية الأمريكية.حققت هذه الراوية لستيفن كرين ما لم تحقق له اية رواية أخرى حققت له النجاح والشهرة العالمية. تروي القصة عن بطولة شاب تتغلب عليه المخاوف في ساحة الوغى وبرغم من أن ستيفن كرين قد ولد قبل أندلاع الحرب الاهلية الأمريكية ولم يخوض غمار الحروب. وتعد الراوية من بواكير الطبعانية في الأدب الأمريكي.

## تفاصيل الرواية
عندما نشرت هذه الرواية أول مرة عام 1895 م (نشرت قبل ذلك بسنة على حلقات في إحدى الجرائد في ولاية فيلادلفيا، كانت الحرب الأهلية الأمريكية قد انتهت منذ ثلاثين عاما، حيث بدأت آثار الحرب في التلاشي والانحسار من الأذهان. وان كانت الممارسات اللاإنسانية في تلك السنوات التسعينية بعد عميقة في السلوك المجتمعي، فالسود ليس لهم الحق في الاقتراع، ولم يكن ليسمح لهم بالاختلاط جنبا إلى جنب مع البيض على مقاعد الدراسة. غير أن الأمريكيين عموما لم يرغبوا في نسيان تلك الحرب، فقد بنيت النصب التذكارية لبعض القتلى في المدن الصغيرة في نيو إنجلاند وأواسط الغرب من البلاد، لتمجيد الشجاعة والبطولات فيها، وسرت الحكايا والقصص التي تتحدث بإسهاب حول تلك البطولات..
وبالتالي تحدث الصدمة عند قراءة هذه الرواية لما تشكله من نقيض لما تربع في الأذهان في المجتمع الأمريكي وتنسحب الفكرة على السلوك الإنساني لاي مجتمع اخر حيث سمة تمجيد بطولات وهمية قائمة على مضاعفات ومبالغات في تناول الحكاية.
ان شجاعة وبطولة هنري - بطل الرواية - تثير الشفقة وتبعث على شيء من التحفظ في نفس القارئ، إضافة إلى أن اسم بطل الرواية لم يظهر إلا في وسطها. وبدلا من أن يأتي الوسام/الجرح الذي يفتخر به من نيران العدو، يأتيه من زميل السلاح المذعور..
قد يعتقد الكثيرون أن لكاتب الرواية ستيفن كرين تجربة في خوض غمار الحرب ومعايشة لحظاتها العصيبة، ولكن الحقيقة تقول أنه لم يكن إلا صحافيا في الرابعة والعشرين من عمره حين كتب الرواية، ولم ير حربا قط أو يشارك فيها، وإنما كان شابا لم يحالفه التوفيق في دراسته الجامعية، ويصبح السؤال كيف تمت له اذن كتابة هذه الرواية، التي غيرت فن الكتابة الروائية الأمريكية عن الحرب.؟؟
يرى بعض النقاد أن كرين كان يحاكي الأسلوب الأوروبي في فن الرواية، خصوصا إذا علمنا أن بينه وبين الروائي الإنجليزي جوزيف كونراد، كاتب رواية«قلب الظلام» صداقة قوية. كما يعتقد البعض الآخر أنه قد تأثر بروايات الفرنسيَّين فلوبير وإميل زولا والروسي ليو تولستوي.
لكنه أيضا كان لاعبا عنيفا ومغرما بلعبة البيسبول الأمريكية، وقد كانت لاهتماماته هذه الذافع لفشله الدراسي، ولكنها يبدو أنها ساعدته على تصور ميدان المعركة وعنفها.فقد قال ذات مرة:إن المعركة في ميدان البيسبول تشبه كثيرا المعركة في ميدان الحرب.
وأما نهايته فقد كانت في يونيو عام 1900 م بعد أن أصيب بالسل، ولم يبلغ التاسعة والعشرين من العمربعد.
وعودة للرواية التي أثارت -وما زالت - تثير الجدل في الأوساط الثقافية الأمريكية والعالمية، حيث تصف هذه الرواية تجربة ذلك الجندي الصغير، هنري فلمنج، من ولاية نيويورك، في معركة تشانسيلورزفيل أثناء الحرب الأهلية الأمريكية. فنراه في البداية عصبي المزاج قلقا، ونراه هاربا من أول مناوشة، لكنه يعود أخيرا إلى فوجه ليقاتل ببسالة. لقد تعلم هنري الكثير عن نفسه وعن معنى الشجاعة، ونمت وتطورت شخصيته خلال الرواية كما نمت وتطورت شخصيات رفاقه الجنود.
هذه الرواية لا تروي قصة بتسلسل احداثها كما كان متعارفا عليه في أسلوب سرد الروايات بالقدر الذي تروي به تصورات وإدراك وتطور شخصية شاب خاض غمار الحرب. فنحن نرى كيف تبدو هذه الحرب لهنري وكيف تؤثر على مشاعره وأفكاره وأحاسيسه. ونجد فصولا من الرواية مليئة بالأحداث وأخرى خالية منها إلا ما يجول في عقله وأفكاره. أما عواطفه ومشاعره فتتأرجح بين الفخر والشجاعة من جهة والإحساس بالذنب من جهة أخرى.
تبدأ الرواية بذلك الشاب، هنري فلمنج، الذي تقدم للخدمة في الجيش رغما عن إرادة والدته، تحدوه الآمال والأحلام بأن يصبح بطلا وطنيا يشار إليه بالبنان. لكنه لا يقوم في البداية بأكثر من التجوال حول المعسكر. وهنا تبدأ وساوسه وقلقه: هل سيقاتل فعلا بشجاعة أم أنه سيولّي الأدبار حالما تدور رحى المعركة. يحادث الآخرين عن ذلك ولكنه لا يستطيع أن يظهر مخاوفه بوضوح فيجتاحه إحساس متزايد بالوحدة والانغلاق. لكن صديقه جيم كونكلين، يعتقد أن كل ماعليه هو أن يفعل مايفعله الآخرون بالضبط؛ بينما يتبجح الجندي الآخر، ولسون، بشجاعته وبسالته المنتظرة. غير أن أول مشهد من المعركة يأتي باعثا على الرعب، وهكذا تبدأ مشاعر هنري في التدهور شيئا فشيئا، ويبدأ ولسون - ذلك الجندي المتبجح - بمواجهة الواقع الحقيقي للحرب، ويشعر بدنو أجله، فيهرع إلى تسطير الرسائل والوصايا ويعطيها هنري ليوصلها إلى أهله.
عند بداية المناوشات الأولى للمعركة، يقاتل هنري جيدا مستشعرا أن موقعه من الفوج يملي عليه الاستبسال والدفاع عن الرفاق. ثم يضطر العدو في هذه الأثناء إلى التراجع إلى الخلف. ولكن وعلى حين غرة، وبينما كان المحاربون يأخذون قسطا من الراحة، يكرّ العدو عليهم كرّة عنيفة وتبدأ رحى المعركة من جديد وبقوة لا عهد لهم بها. كانت مشاعر الرعب تختلج في نفس هنري في تلك اللحظات وقد أخذ منه الجهد والتعب كل مأخذ. عندها يدير رجلان من زملائه كانا واقفين بجواره ظهريهما للمعركة ويفران هاربين، فيرمي هنري بسلاحه أرضا ويفر إلى مؤخرة فوجه على إثرهما معتقدا - أو مبررا لنفسه - أن الفوج يكاد يسقط في أيدي الأعداء وأن إنقاذ نفسه بات إحدى مسئولياته كجندي. لكنه يكتشف أن الجبهة ماتزال متماسكة وصامدة، فينتابه استياء وغضب شديدان على هذين الجنديين الذين جعلاه يظهر جبانا هاربا أمام الآخرين رغم أنه كان حريصا على تحقيق البطولات.
وتحت الشعور بالمهانة والخزي من تصرفه هذا يذهب هنري إلى الغابة المجاورة ليختبئ بعض الوقت، لعله يستعيد شعوره بالعزة والشجاعة، حيث يرى سنجابا فيرمي كوز صنوبر عليه ويفر السنجاب هاربا، فيقول في نفسه إن ما فعل في ميدان المعركة لا يعدو عن كونه قانونا طبيعيا أملته عليه الفطرة، فهذا الحيوان يحمي نفسه من الضرر بالهروب أيضا. لكنه يفاجأ وسط الأشجار المتشابكة بمنظر يثير الرعب: جثة أحد الجنود وقد بدأت بالتعفن والتحلل وقد أكل وجهه النمل، فيمعن النظر في جثة ذلك الجندي ويدرك أن هذا إنما هو - في الحقيقة - القانون الطبيعي.
ثم يغادر الغابة ماشيا مع بعض الجرحى، حاسدا إياهم على جروحهم ومتمنيا أن لديه هو الآخر جرحا مثلهم، فما هذه الجروح التي تأتي من القتال إلا أوسمة حمراء تنم عن شجاعة وإقدام. ويكتشف أن أحد الجرحى هو صديقه جيم كونكلن، فيراه وهو يكاد يلفظ أنفاسه الأخيرة. ثم يذهب هنري وجندي آخر رث الملابس في أعقاب جيم الذي يركض من شجرة إلى أخرى باحثا عن مكان مناسب يموت فيه، ويسقط أرضا بعد أن تصيبه رعشة غريبة. بعد ذلك نرى الجندي الرث الثياب يوجه الأسئلة تباعا لهنري عن قصة إصابته في المعركة وأين كان ذلك، فيزداد هنري حرجا وقلقا وارتباكا مخافة أن ينكشف أمره. ويعزم على تركه ذلك الجندي والابتعاد عنه، رغم إصابة هذا الأخير إصابة بليغة وحاجته الماسة إلى المساعدة، ويذهب وحيدا.
ثم يقابل جنودا بدا له أنهم متراجعون عن أرض المعركة. وتحت الرغبة الملحة في معرفة مايحدث، يمسك هنري أحد الجنود من ذراعه ليسأله، وإذا بذلك الجندي، وبحركة مذعورة وغير مقصودة، يصيب رأس هنري بعقب بندقيته فيجرح جبينه.
الآن شعر هنري بالارتياح، فلديه وسام الشجاعة الأحمر، لكن ذلك الوسام لم يأت من قبل العدو وإنما من أحد رفاق السلاح! ثم يأتي إليهم رجل يبدو على صيحاته الفرح ويساعد هنري في العودة إلى فوجه حيث يرحب به الآخرون بحرارة. إنهم لا يسألون عن قصة إصابته فهم متأكدون أنه لم يصب هذه الإصابة إلا بعد أن أبلى بلاء حسنا في القتال. وهكذا يشعر هنري في هذه الأثناء بمعنويات عالية وبتفوقه على ولسون الذي كان يتشدق بشجاعته، والذي أصبح الآن أكثر هدوءً.
يستمر الصراع الداخلي عند هنري، فهو يخشى أن ينكشف أمره، لكنه يشعر الآن على الأقل براحة أكثر، مقنعا نفسه أنه هرب من ميدان المعركة بشجاعة.
عندما تبدأ المعركة في اليوم التالي، يشرع هنري بالرمي والقتال، مندفعا لا يلوي على شيء ولا يتوقف عن ذلك حتى وإن بدأ خصومه بالانسحاب. وفي أثناء أحد الهجمات يتردد بعض الجنود، فيقوم هنري بمساعدة الملازم على حملهم وتشجيعهم على التقدم. ثم يرى الراية تسقط فيذهب مسرعا مع ويلسون لاستلامها. وبعد الهجوم التالي يوجه القادة لهذا الفوج انتقادا على رجوعهم إلى خطوطهم بسرعة، باستثناء هنري وويلسون الذين ينالان الإطراء والمديح على شجاعتهما. ثم يحملان على عدوهما، بعنف هذه المرة، رغم الإنهاك والإرهاق الذي أخذ منهما كل مأخذ، ويندفعان غير عابئين بنفسيهما فيحققان النصر هذه المرة ويستوليان على راية الخصوم ويأسران عددا من جنودهم.
لقد كان هنري يتصرف أثناء القتال الفعلي الأخير بغريزية، وباندفاع يتسم بشئ من الضراوة والوحشية والهمجية، ولم يكن ليفكر في نفسه قط.
تنتهي الرواية عندما يبدأ الفوج في المسير بعيدا عن أرض المعركة. عندها يفكر هنري مليا فيما مرّ عليه من التجارب، فهو فخور بشجاعته، رغم أنها لا تشبه تلك التي كان يحلم بها في طفولته، إلا أنه لا يزال يعاني من الحرج ووخز الضمير من تركه زميله الجندي المصاب في الغابة.
هذا ملخص عام للرواية التاريخية شارة الشجاعة الحمراء، في زمن الحرب واللاحرب تكشف لنا العناصر المتفاعلة رغم تناقضها في داخل النفس البشرية لحظات الحرب، والأهم شفافية الكاتب وهتكه اقنعة وتناقضات تمجيد بطولات وفعل الحرب.